# Syrmaticus
Syrmaticus är ett släkte fåglar i familjen fasanfåglar inom ordningen hönsfåglar. Släktet omfattar fem arter, alla med utbredning i södra och östra Asien:
- Kopparfasan (S. soemmerringii)
- Kungsfasan (S. reevesii)
- Mikadofasan (S. mikado)
- Brokfasan (S. ellioti)
- Burmafasan (S. humiae)